# تداع حر

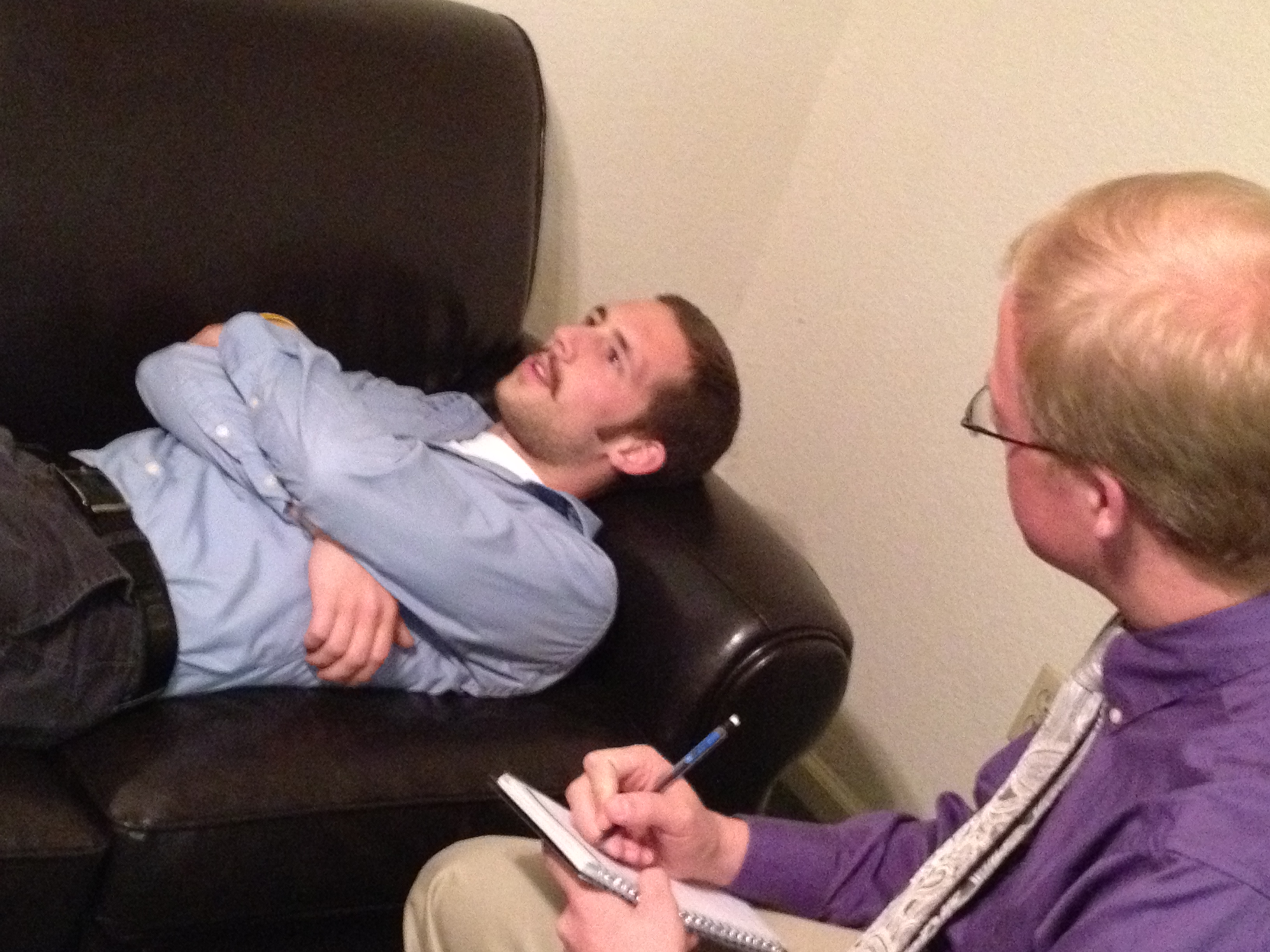

التداعي الحر هو استخدام التعبير (باستخدام الحديث أو الكتابة) عن محتويات الوعي دون أي رقابة أداةً لمعرفة العمليات اللاواعية. تُستخدم هذه التقنية في التحليل النفسي (وكذلك في النظرية الديناميكية النفسية) والتي ابتكرها في الأصل سيغموند فرويد من المنهجية المعتمدة على التنويم المغناطيسي الخاصة بمعلمه وزميله جوزيف بروير.
وصف فرويد هذه التقنية على النحو الآتي: «إن أهمية التداعي الحر هي أن المرضى يتحدثون من تلقاء أنفسهم بدلًا من تكرار أفكار المحلل النفسي؛ فهم يستعملون خلال أفكارهم الخاصة بدلًا من تكرار اقتراحات الآخرين فقط».

## الأصل
طور فرويد هذه التقنية بديلةً عن التنويم المغناطيسي لأنه كان يعتبر التنويم أكثر عرضة للخطأ، ولأن المرضى يمكن أن يتعافوا ويستوعبوا الذكريات المهمة، وهم واعون بشكل كامل. ومع ذلك، شعر فرويد أنه على الرغم من الجهد المبذول من قبل الفرد من أجل التذكر، إلا أن هناك مقاومة منعته من الولوج إلى الذكريات الأكثر إيلامًا وأهمية. توصل أخيرًا إلى وجهة نظر مفادها أن بعض الذكريات قُمعت بالكامل، وحُوصرت وأُنزلت إلى عالم اللاوعي. شُجع على هذه التقنية الجديدة أيضًا من خلال تجاربه مع «الآنسة إليزابيث»، وهي إحدى زبائنه الأوليات والتي اشتكت من انقطاع تدفق فكرها، وهو ما وصفه كاتب سيرته الرسمي إيرنست جونز بأنه «أحد الأمثلة العديدة لتطوير المريض لعمل الطبيب».
«لا يمكن أن يكون هناك تاريخ محدد لاكتشاف طريقة التداعي الحر، إذ تطورت بشكل تدريجي بين عامي 1892 و1895، وأصبحت منقحة ومهذبة باستمرار من قبل الأدوات المساعدة -التنويم المغناطيسي، والاقتراح، والضغط، والاستجواب- التي رافقتها في بدايتها».
استشهد فرويد لاحقًا في كتاب «تفسير الأحلام» برسالة من شيلر بصفتها البداية التي انطلق منها التداعي الحر، إذ تقول الرسالة: «حيثما يوجد عقل خلاق، يقوم الإدراك -كما يتراءى لي- بإرخاء رقابته على البوابات، وتتدفق الأفكار باندفاع. يذكر فرويد أيضًا في وقت لاحق مقالًا كتبه لودفيج بورني باعتباره مؤثرًا محتملًا على هذه التقنية، إذ ذكر فيه أنه من أجل تشجيع الإبداع «دوّن -دون أي تزييف أو رياء- كل شيء يخطر على بالك».
من التأثيرات المحتملة الأخرى في تطوير هذه التقنية نسخة هوسرل من تعليق الحكم، والعمل الذي قام به السير فرانسيس غالتون. إذ قيل إن غالتون هو رائد تقنية التداعي الحر، وأن فرويد اعتمد هذه التقنية بناء على تقارير جالتون المنشورة في دورية العقل (Brain)، والتي كان فرويد مشتركًا فيها. يتشارك التداعي الحر أيضًا بعض الميزات مع فكرة تيار الوعي التي استخدمها كُتّاب مثل فرجينيا وولف ومارسيل بروست: «يعتمد كل أدب تيار الوعي إلى حد كبير على مبادئ التداعي الحر».
وصف فرويد التداعي الحر «في هذه التقنية الفنية الأساسية للتحليل للنفسي، نطلب من المريض وضع نفسه في حالة من الملاحظة الذاتية الهادئة الخالية من أي انعكاسات نفسية، وأن يخبرنا بأي ملاحظات داخلية يمكنه التفكير بها»؛ مع الحرص على «عدم استبعاد أي من هذه الملاحظات، حتى لو كانت في الواقع غير مقبولة، أو حمقاء، أو غير مهمة إطلاقًا، أو ليست ذات صلة، أو كانت أمور لا معنى لها ولا يجب قولها من الأساس».
اعتبر المحلل النفسي جيمس ستراشي (1887-1967) أن التداعي الحر هو «أول أداة يمكن من خلالها إجراء فحص علمي للعقل البشري».

## المميزات
يُدعى مرضى التحليل النفسي أثناء خضوعهم لتقنية التداعي الحر لرواية ما يتبادر إلى أذهانهم خلال جلسة التحليل النفسي، وعدم إخضاع أفكارهم لأي شكل من أشكال الرقابة. تهدف هذه التقنية إلى مساعدة المريض في معرفة المزيد عما يفكر فيه أو يشعر به، في جو من الفضول والتقبل الخالي من إصدار أي أحكام. يفترض التحليل النفسي أن الأشخاص غالبًا ما يقعون بين مطرقة حاجتهم إلى معرفة المزيد عن أنفسهم، وسندان مخاوفهم ودفاعاتهم (الواعية أو اللاواعية) ضد التغيير وكشف أنفسهم أمام الآخرين. لا تتضمن طريقة التداعي الحر جدول عمل خطي أو مخططة مسبقًا، لكنها تعمل عن طريق قفزات وروابط بديهية قد تؤدي إلى بصائر ومعان شخصية جديدة: «منطق التداعي هو شكل من أشكال التفكير اللاواعي».